# Château d'Auvers (Manche)
Le château d'Auvers est une demeure, du XVIIe siècle, qui se dresse sur le territoire de la commune française d'Auvers, dans le département de la Manche, en région Normandie.
Le château est partiellement inscrit aux monuments historiques.

## Localisation
Le château est situé, à proximité immédiate et au nord-ouest de l'église Saint-Étienne, sur le territoire d'Auvers, dans le département français de la Manche.

## Historique
Une partie du corps central a été détruit en 1944.

## Protection aux monuments historiques
Les façades et toitures des restes subsistants du château (pavillon central), du bâtiment de dépendances et du pavillon d'entrée est sont inscrites au titre des monuments historiques par arrêté du 2 novembre 1972.